# Бой тридцати
Бой тридцати (англ. Combat of the Thirty, фр. Combat des Trente) — знаменитый эпизод Столетней войны, представлявший собой пеший поединок тридцати английских рыцарей и сквайров, а также их немецких, фламандских и бретонских союзников, с одной стороны, против тридцати бретонских (французских) рыцарей и оруженосцев с другой, который состоялся 26 марта 1351 года во время так называемой войны за бретонское наследство.
Этот бой стал одним из самых знаменитых эпизодов войны, хотя сведения относительно причин, места и условий поединка в разных источниках значительно разнятся. Победу одержали французы.

## Описание
Формальным поводом для поединка послужило грубое нарушение Робертом Бембро (в других источниках он упоминается как Ричард де Бембро), комендантом замка Плоэрмель, перемирия в округе, находившимся под управлением Жана де Бомануара, французского командующего крепостью Жослен и коннетабля Бретани. Разбойничьи действия английского гарнизона не могли ускользнуть от внимания французов, однако просьбы и обвинения не возымели никакого эффекта. Бомануар в ответ на это послал англичанам вызов, в результате чего стороны условились встретиться «у дуба Ми-Вуа (то есть на полпути)» между замками Жослен и Плоэрмель. С обеих сторон в бою должны были принять участие по 30 воинов. Французы горели желанием расквитаться с нарушителями, поэтому с их стороны желающих было гораздо больше, чем формально требовалось для участия в поединке. Французы выставили в бой девять рыцарей и двадцать одного оруженосца (все бретонцы). С английской стороны также было тридцать бойцов (англичан было всего восемь — Хью Кэлвли, Роберт Ноллес, Томас Уолтон и Ричард де ла Ланд, эсквайр Джон Пессингтон, латники Дэгуорт и Джон Рассел, остальные — немецкие, фламандские и бретонские наемники, сам Бембро — бранденбуржец). 

### Ход боя

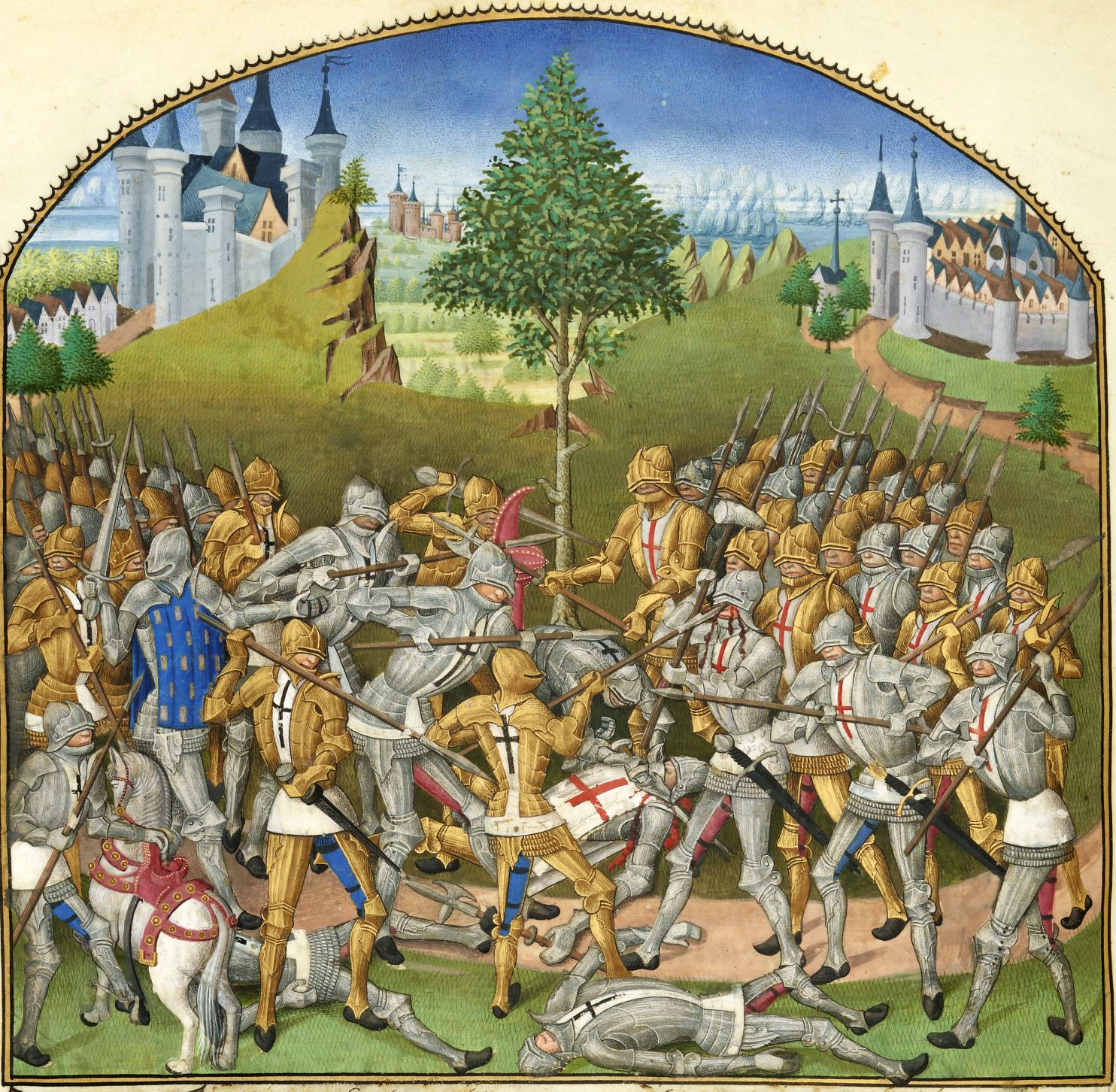
«Битва тридцати». Миниатюра из «Сборника хроник из истории Бретани» Пьера ле Бу, 1480 г.

Воины договорились и сражались пешими в ожесточённой схватке с применением мечей, кинжалов, копий, булав и топоров. Воины произвольно выбирали оружие, поэтому некоторые рыцари сражались весьма оригинальными образцами вооружения, например, боевым молотом или фальшионом. За турниром, длившимся несколько часов, наблюдали многочисленные зрители из числа местных крестьян. Специальные наблюдатели по сигналу объявляли начало боя, а также оказывали медицинскую помощь раненым участникам.
Первый акт ожесточённого боя был за английской стороной. В бою погибло двое англичан, включая и самого Бембро, пятеро французов были убиты или пленены, а Бомануар был тяжело ранен. После передышки исход схватки решила подлость французского оруженосца Гийома де Монтобана: видя, что французская сторона терпит поражение, он неблагородно ускользнул с поля боя и сев на лошадь, обогнул ряды сражающихся и врезался в группу англичан, опрокинув семерых. Воспользовавшись этим, бретонцы из последних сил набросились на англичан и с большим трудом всё-таки одолели сбитых с ног и оглушенных противников. Семеро сторонников английской партии погибло, остальные, будучи тяжело ранеными, попали в плен, однако вскоре были отпущены за символическое вознаграждение.

## Последствия битвы
Битва не имела никаких политических последствий, однако заняла важное место в сознании современников, став образцом подлинно рыцарского поведения и отваги (за исключением французского оруженосца, неблагородно ударившего в спину). Её особый статус определялся также тем, что большинство современников критически относились к подобным действам, считая их бессмысленными, однако эта схватка стала ярким исключением, хоть и весьма подпорченной действиями французской стороны. Кроме того, в 1373 году под впечатлением битвы бретонцы сочинили известную балладу, не терявшую популярности ещё долгое время.
По словам французского хрониста XIV века Жана Фруассара, «воины с обеих сторон держались столь доблестно, как если бы все они были Роландами и Оливье».

## Массовая культура
- Данная битва описана в историческом романе Артура Конан Дойля «Сэр Найджел Лоринг» (1906): в ней участие принимает главный герой романа юный сэр Найджел, будучи оглушён ударом булавы бретонского рыцаря Робера Рогенеля (фр. Robin Raguenel) в самом начале сражения.
- Описание этого сражения также имеется в цикле романов Жана-Франсуа Намьяса[фр.] «Дитя Всех Святых».